# مراد بن أشنهو
مراد بن أشنهو سياسي جزائري، شغل منصب وزير إعادة الهيكلة الصناعية والمساهمة بحكومة سيفي الثانية.